# Горянка (поэма)
«Горя́нка» (авар. МагӀарулай) — поэма Расула Гамзатова о судьбе дагестанской девушки, не пожелавшей выйти замуж за нелюбимого человека. Одно из наиболее известных произведений поэта, по которому снят фильм и написан балет; авторское прозаическое переложение поэмы для сцены неоднократно ставилось в театрах.

## История
Впервые поэма опубликована в аварской газете «Красное знамя» с 15 по 23 февраля 1957 года. На русский язык поэму перевёл один из постоянных переводчиков Гамзатова Яков Козловский: сначала был опубликован отрывок из новой поэмы, а в 1958 году в журнале «Дружба народов» она была напечатана целиком. В 1959 году поэма вошла в сборник поэта «В горах моё сердце».

## Сюжет
Действие происходит в аварском ауле Дагестана вскоре после войны.

### Вступление
Автор вспоминает знаменитых аварских поэтов Махмуда из Кахабросо и Гамзата из Цада и говорит о том, что сам он 
Был ранен, как многие, с детства

Судьбой твоей, женщина гор…
Поэт хочет воспеть в своей поэме простую горянку, чья судьба всегда была незавидна — как правило, она выходила замуж не по любви и была полностью подчинена мужу.

### Часть первая
Асият (Ася) Алиева окончила десятый класс, она мечтает о дальнейшей учёбе. Неожиданно от подруг она узнаёт о том, о чём говорит уже весь аул — на днях состоится её свадьба с Османом, сельским бухгалтером на 14 лет старше неё. Асият в отчаянии, потому что она не любит Османа, жестокого и самовлюблённого человека. Однако Хадижат, мать Асият, и её отец Али, слышать ничего не хотят о том, чтобы отменить свадьбу. Много лет назад чабан Али дал слово своему товарищу, чабану Салману, что выдаст дочь за его сына Османа. И хотя Асият — единственная и любимая дочь Али (его старший сын погиб на войне), он не может нарушить своё слово, пойдя на поводу у непокорной дочери. Асият обращается за советом к своей учительнице Вере Васильевне, и та говорит ей поступать так, как велит ей сердце, и не быть рабыней давно ушедших в прошлое адатов:
Тебя я учила ль напрасно,
Став многому наперекор,
Чтоб выросла ты полновластной,

Законной хозяйкою гор?
Утром, когда в дом приходят сваты, Асият при всех заявляет, что не согласна быть женой Османа. Она уходит из дома в райцентр и подаёт заявление в институт. Али, считая произошедшее несмываемым позором, отрекается от дочери. Осман спешно женится на скромной сельчанке Супойнат, закатывая роскошную свадьбу.

### Часть вторая
Асият переезжает в Махачкалу и поступает в институт горянок (женский пединститут). У неё появляются новые подруги. В городе она встречает Юсупа — парня из соседнего аула, лет на пять старше её, с которым они были знакомы ещё в школе. После фронта Юсуп, воевавший вместе с братом Асият, вернулся в село и теперь учится в сельскохозяйственном институте. Постепенно взаимная симпатия между Асият и Юсупом перерастает в любовь. Асият пишет в село матери и та отвечает ей, хотя отец по-прежнему не хочет слышать о дочери. В селе Хадижат встречает у родника Супойнат, которая жалуется на то, что Осман постоянно избивает её. Тем временем Осман распускает в селе слухи о том, что в городе Асият ведёт себя недостойно. Зимой Юсуп встречает Али на кутане, куда чабаны перегоняют овец, и сообщает ему, что Хадижат писала Асият и что в селе всё в порядке. Узнав о переписке, Али отрекается и от жены. Желая отомстить Асият, Осман приезжает в город, подкарауливает её и сильно ранит в голову, а также отрезает её косу. Он садится в тюрьму. Асият постепенно поправляется, к ней приезжает мать и ухаживает за ней вместе с Юсупом.

### Эпилог
Через несколько лет автор встречает в ауле девочку-дошкольницу Шахри, дочь Асият и Юсупа. Асият работает учительницей в школе. Поэт желает девочке быть похожей на своих родителей:
Шахри, и тебя уже где-то
Ждет юность под небом родным,
И если не мною воспета,

То будешь воспета другим!

## Экранизации
В 1975 году по поэме был снят фильм «Горянка» (режиссёр Ирина Поплавская). В фильме звучат отрывки из поэмы в русском переводе в исполнении Сергея Бондарчука. Сюжет фильма имеет некоторые отличия: например, Юсуп представлен как юный студент, с которым она познакомилась в Махачкале; Осман наносит Асият удар кинжалом не в городе, а во время её приезда с Юсупом в село; фильм имеет открытый конец — родители корят себя за то, что настаивали на свадьбе Асият с Османом, и дальнейшая судьба девушки не раскрывается.

## Балет
В 1968 году композитор Мурад Кажлаев написал по мотивам поэмы музыку для балета «Горянка», который стал первым национальным дагестанским балетом. Автором либретто выступил Олег Виноградов. В 1984 году Виноградов создал новую версию балета «Горянка», назвав его «Асият».

## Театральные постановки
По сюжету поэмы Расул Гамзатов написал также драму, которая затем неоднократно ставилась в театрах. В своей книге «Мой Дагестан» Гамзатов, рассуждая о труде литературных редакторов, так вспоминал о постановках пьесы «Горянка»:
В то время я написал пьесу: «Горянка». Она шла в нескольких театрах Дагестана, и вот что произошло с этой пьесой.

В конце спектакля по ходу дела герой убивает героиню. Мне было жалко мою горянку, моя рука дрожала, когда я писал сцену убийства, и сердце обливалось кровью. Но я ничего не мог изменить. Течение событий само подводило к тому, что горянка должна быть убитой. Аварский театр так и поставил спектакль, и хотя зрители печалились и жалели героиню больше даже, чем я сам, все они понимали, что иначе быть не могло. В даргинском театре пьесу подредактировали. Вместо того, чтобы девушка была убита, ей отрезали косу. Конечно, это позорно, когда горянке отрезают косу, может быть, даже это хуже смерти, но все-таки и не смерть. На сцене кумыкского театра решили не убивать и не резать косу, но ослепить. Конечно, это ужасно. Может быть, это ужаснее, чем убить или отрезать косу, но все-таки горянка оставалась жива и с косой, ибо так захотели в кумыкском театре. Чеченцы в своем театре поступили всех проще. «Зачем убивать, — решили они, — зачем отрезать косу, зачем ослеплять? Пусть героиня остаётся жива-здорова». Так каждый режиссёр переделал пьесу по своему образу и подобию. Никто не подсказал им, что, жалея и спасая героиню, они тем самым убивают пьесу и не жалеют зрителей, не говоря уж о драматурге.